# Helga Labs
Helga Labs, née Helga Milke le 22 mai 1940 à Wenigtreben est une ancienne femme politique est-allemande. Elle est présidente de l'Organisation des pionniers Ernst Thälmann et brièvement ministre de l'Éducation en 1989.

## Biographie

### Enfance et études
Helga Labs étudie de 1955 à 1959 à Rochlitz à un institut de formation d'enseignants. Inscrite depuis 1955 à la FDJ, elle est membre depuis 1956 de la ligue FDJ de Rochlitz, dont elle est secrétaire générale entre 1959 et 1960. En 1959, elle devient membre de la SED.

### Carrière politique
Entre 1960 et 1966, elle exerce différentes fonctions dans le domaine de l'enseignement. Entre 1966 et 1969, elle officie dans les instances dirigeantes de la FDJ, dont à Karl-Marx-Stadt. De 1969 à 1974, elle est secrétaire générale de son district et entre dans les instances du SED.
Entre 1974 et 1985, elle est présidente de l'Organisation des pionniers Ernst Thälmann, succédant à Egon Krenz ; elle est aussi membre du conseil central de la FDJ. En 1976, elle devient membre de la Commission de la jeunesse au Bureau politique du Comité central du SED. Elle est députée à la Volkskammer entre 1976 et 1986. Elle appartient au Comité de la défense nationale et au Comité national d'éducation entre 1986 et 1989. Après avoir quitté l'appareil directif du FDJ, elle dirige le département d'enseignement du syndicat de la RDA, le FDGB. Entre 1976 et 1989, elle est membre du Comité central du SED. Elle est ministre de l'Éducation en 1989. Avec la chute de la RDA, elle quitte ses fonctions au sein du SED le 3 décembre 1989.
En 2003, elle se présente à une élection, à Leegebruch, sous l'étiquette du PDS.

## Sources
- (de) Cet article est partiellement ou en totalité issu de l’article de Wikipédia en allemand intitulé « Helga Labs » (voir la liste des auteurs).

## Décorations
- Helga Labs est décorée en 1985 de l'ordre du Mérite patriotique.

## Annexe